# Tom Reidar Haraldsen
Tom Reidar Haraldsen (født 29. august 1980) er en tidligere norsk fodboldspiller. Han har tidligere spillet for Sandnes Ulf, Viborg FF, Start, Oslo Øst og Moss FK. Hans bror Knut Henry Haraldsen spiller i den norske klub HamKam.
Han var tidligere gift med den norske landsholdskeeper i håndbold Katrine Lunde Haraldsen.